# Bordj Bou Naama
Pour les articles homonymes, voir Molière (homonymie).
Bordj Bou Naama, anciennement Molière, est une agglomération chef lieu de commune de la wilaya de Tissemsilt en Algérie.

## Géographie
À 55 km au nord-ouest de Tissemsilt et 55 km au sud-est de Chlef, Bordj Bounaama se situe au cœur des monts de l'Ouarsenis à une altitude de 1 098 m[réf. nécessaire] sur le flanc sud du sommet de Sid Aamar qui culmine à une altitude de 1 985 m.

## Toponymie
Bordj Bou Naama a été nommée différemment au cours de son histoire. Sous l'administration française, la ville portait le nom de Molière en l’honneur du dramaturge français Jean-Baptiste Poquelin dit Molière (1622-1673), puis a pris le nom de Beni Hendel juste après l'indépendance en 1962 en référence à la tribu berbère locale. En 1975, elle a pris le nom de Djilali Bounaâma, militant nationaliste de la guerre d'indépendance algérienne, et originaire de l'agglomération.

## Administration
Bordj Bou Naâma est le chef-lieu d'une commune qui comprend en outre des agglomérations secondaires telles que Kabria, Mitidja, Sidi Bouziane, Belkanoune, et Magtaâ.
C'est également le siège d'une daïra (sous-division de wilaya).